# Aphonopelma crinitum
Aphonopelma crinitum là một loài nhện trong họ Theraphosidae.
Loài này thuộc chi Aphonopelma. Aphonopelma crinitum được Mary Agard Pocock miêu tả năm 1901.